# ويليام تي كليمنت
ويليام تي كليمنت (بالإنجليزية: William T. Clement)‏ هو ضابط أمريكي، ولد في 27 سبتمبر 1894 في لينشبرغ في الولايات المتحدة، وتوفي في 17 أكتوبر 1955 في بيثيسدا في الولايات المتحدة.